# Zamarte (powiat tucholski)
Zamarte – wieś w Polsce, w województwie kujawsko-pomorskim, w powiecie tucholskim, w gminie Cekcyn.
W latach 1975–1998 miejscowość należała administracyjnie do województwa bydgoskiego. Według Narodowego Spisu Powszechnego (III 2011 r.) liczyła 85 mieszkańców. Jest 22. co do wielkości miejscowością gminy Cekcyn.